# Землетрус у Тебесі (1978)
Землетрус у Табасі 1978 року стався 16 вересня о 19:05:55 за місцевим часом у центральному Ірані. Поштовх склав 7,4 за шкалою величини моменту та мав максимальну інтенсивність Меркаллі IX+ (сильний). Кількість загиблих становила 15—25 тис., серйозні руйнування зазнали в місті Тебес.
Вісімдесят відсотків людських смертей сталися в Тебесі, але загалом постраждали 85 сіл. Ця сейсмічна сила відчувалася в Тегерані, приблизно на 610 кілометрів. Близько 55—85 км, спостерігалася деформація землі приблизно 1,7 метра максимального ковзання. Стався лише один значний афтершок M5.